# Nový Svět (Harrachov)
Nový Svět (în germană Neuwelt) este un cartier al orașului Harrachov din districtul Jablonec nad Nisou. Sunt 307 adrese care sunt înregistrate aici.
Nový Svět este situat în zona cadastrală Harrachov cu o suprafață de 36,63 km2.
Are o populație de 788 de persoane (conform recensământului din 2021). Conform Registrului de identificare teritorială al Republicii Cehe din 1999, a avut o populație de 1.131 de locuitori.
Medicul și  filantropul ceh Rudolf Jedlička (1869–1926) a deținut o vilă în Nový Svět, aici s-a odihnit și și-a petrecut sfârșitul vieții.